# Amelanchier gaspensis
Amelanchier gaspensis là loài thực vật có hoa trong họ Hoa hồng. Loài này được (Wiegand) Fernald & Weath. mô tả khoa học đầu tiên năm 1931.